# Obelix på galejan
Obelix på galejan (franska: La galère d'Obélix) från 1996 är det 30:e seriealbumet om Asterix. Albumet är skapat av Albert Uderzo. Albumet är tillägnat Uderzos barnbarn samt den amerikanska skådespelaren Kirk Douglas som för övrigt gör ett gästspel som den förrymde slaven Spartakis (en parodi på hans roll i filmen Spartacus).

## Handling
Obelix har tröttnat på att vara den enda i byn som inte får smaka på den magiska drycken som ger dem styrka (eftersom han föll ner i grytan när han var liten). Han smyger sig in i Miraculix hydda för att smaka av drycken, medan de andra i byn slåss mot romarna. Men eftersom det är farligt att dricka för mycket så förvandlas han till sten. Byborna blir förkrossade (särskilt Asterix och Idefix) och gör allt för att Obelix ska bli sig själv igen men utan framgång. Just när hoppet är ute så blir Obelix normal igen. Men nu har han blivit en liten pojke och utan sin styrka kan han inte leva sitt liv som förr (lyfta bautastenar, slåss mot romare och fånga vildsvin). Vid ett av försöken att klå upp romare så kidnappar de honom. Asterix, Miraculix och några slavar som rymt från Rom tar upp jakten på Obelix.

## På andra språk
- Danska: Så til søs, Obelix!
- Engelska: Asterix and Obelix All at Sea
- Finska: Obelixin kaleeri
- Grekiska: Η γαλέρα του Οβελίξ
- Holländska: De beproeving van Obelix
- Italienska: Asterix e la galera di Obelix
- Katalanska: El tràngol d'Obèlix
- Latin: Navis actuaria Obeligis
- Portugisiska: O pesadelo de Obélix
- Polska: Galera Obeliksa
- Spanska: El mal trago de Obelix Spanish
- Turkiska: Oburiks zor Durumda
- Tyska: Obelix auf Kreuzfahrt